# Australosymmerus collessi
Australosymmerus collessi är en tvåvingeart som beskrevs av Munroe 1974. Australosymmerus collessi ingår i släktet Australosymmerus och familjen hårvingsmyggor. Inga underarter finns listade i Catalogue of Life.